# Џејк Т. Остин
Џејк Торанзо Остин Шимански (енгл. Jake Toranzo Austin Szymanski; Њујорк, 3. децембар 1994), познат као Џејк Т. Остин (енгл. Jake T. Austin), амерички је глумац. Каријеру је започео са седам година као дечји глумац, првенствено улогом Макса Руса у серији Чаробњаци с Вејверли Плејса и Дијега у серији Иди, Дијего, иди!. Такође је познат по улогама у филмовима као што су Хотел за псе, Нова година у Њујорку, Рио и Емоџи филм.

## Детињство и младост
Син је Џини Родригез Торанзо и Џоа Шиманског. Иницајл „Т” је преузео из девојачког презимена своје мајке. Преко мајке има порториканског, аргентинског и шпанског порекла, а преко оца пољског, ирског и енглеског. Негује своје порториканско наслеђе, иако је изјавио да не говори течно шпански језик. Има млађу сестру, Ејву.

## Филмографија

### Филм
| Улоге  |                                  |               |                          |                |
| Година | Српски назив                     | Изворни назив | Улога                    | Напомена       |
| 2006.  | Лукас у свету мрава              |               | Ники                     | гласовна улога |
| 2006.  | Мали-Велики херој                |               | Јенки Ирвинг             | гласовна улога |
| 2009.  | Хотел за псе                     |               | Брус                     |                |
| 2009.  |                                  |               | Анхел Масијас            |                |
| 2011.  | Рио                              |               | Фернандо                 | гласовна улога |
| 2011.  | Нова година у Њујорку            |               | Сет Андерсон             |                |
| 2013.  | Кумба                            |               | Кумба                    | гласовна улога |
| 2014.  | Рио 2                            |               | Фернандо                 | гласовна улога |
| 2014.  | Том Сојер и Хаклбери Фин         |               | Хаклбери Фин             |                |
| 2014.  | Грантам и Роуз                   |               | Грантам Портној          |                |
| 2016.  | Лига правде против Младих титана |               | Хаиме Рејес / Плава Буба | гласовна улога |
| 2017.  | Мали титани: Јудин уговор        |               | Хаиме Рејес / Плава Буба | гласовна улога |
| 2017.  | Емоџи филм                       |               | Алекс                    | гласовна улога |
| 2017.  |                                  |               | Крис                     |                |
| 2020.  |                                  |               | Ларс                     |                |

### Телевизија
| Улоге      |                                          |               |                |                                     |
| Година     | Српски назив                             | Изворни назив | Улога          | Напомена                            |
| 2003.      | Касни шоу са Дејвидом Летерманом         |               | дете 1698      | 1 епизода                           |
| 2004.      | Дора истражује                           |               | Дијего         | гласовна улога, 3 епизоде           |
| 2005—2009. | Иди, Дијего, иди!                        |               | Дијего         | главна гласовна улога (1—3. сезона) |
| 2005.      |                                          |               | разне          | ТВ специјал; гласовне улоге         |
| 2007.      |                                          |               | Крис           | ТВ филм                             |
| 2007—2012. | Чаробњаци с Вејверли Плејса              |               | Макс Русо      | главна улога                        |
| 2008.      |                                          |               | Блуз           | споредна гласовна улога; 10 епизода |
| 2009.      | Чаробњаци с Вејверли Плејса: Филм        |               | Макс Русо      | ТВ филм                             |
| 2009.      | Угодни живот на палуби                   |               | Макс Русо      | 1 епизода                           |
| 2012.      |                                          |               | Самјуел Форман | 1 епизода                           |
| 2012.      | Ред и закон: Одељење за специјалне жртве |               | Роб Фишер      | 1 епизода                           |
| 2013.      | Повратак чаробњака: Алекс против Алекс   |               | Макс Русо      | ТВ специјал                         |
| 2013—2015. | Фостери                                  |               | Хесус Фостер   | главна улога (1—2. сезона)          |
| 2016.      | Плес са звездама                         |               | такмичар       | 23. сезона                          |
| 2017.      |                                          |               | Плава Буба     | гласовна улога; 2 епизоде           |